# Bouhamza
Bouhamza (em árabe: بوحمزة) é uma comuna localizada na província de Bugia, no norte da Argélia. Segundo o censo de 2008, a população total da cidade era de 9 123 habitantes.